# Liste der olympischen Medaillengewinner aus Katar
Das katarische NOC al-Ladschna al-ulimbiyya al-qatariyya wurde 1979 gegründet und 1980 vom Internationalen Olympischen Komitee aufgenommen.

## Medaillenbilanz
Bislang konnten sieben Sportler aus Katar neun olympische Medaillen erringen (2 × Gold, 2 × Silber, 5 × Bronze).
| Katar bei den Olympischen Sommerspielen                                        | Katar bei den Olympischen Sommerspielen | Katar bei den Olympischen Sommerspielen | Katar bei den Olympischen Sommerspielen | Katar bei den Olympischen Sommerspielen | Katar bei den Olympischen Sommerspielen |      | Katar bei den Olympischen Winterspielen | Katar bei den Olympischen Winterspielen | Katar bei den Olympischen Winterspielen | Katar bei den Olympischen Winterspielen | Katar bei den Olympischen Winterspielen | Katar bei den Olympischen Winterspielen |
| Jahr                                                                           | Gold                                    | Silber                                  | Bronze                                  | Gesamt                                  | Rang                                    | Jahr | Gold                                    | Silber                                  | Bronze                                  | Gesamt                                  | Rang                                    |                                         |
| 1984                                                                           | 0                                       | 0                                       | 0                                       | 0                                       |                                         |      | 1984                                    | –                                       | –                                       | –                                       | –                                       | –                                       |
| 1988                                                                           | 0                                       | 0                                       | 0                                       | 0                                       |                                         |      | 1988                                    | –                                       | –                                       | –                                       | –                                       | –                                       |
| 1992                                                                           | 0                                       | 0                                       | 1                                       | 1                                       | 54                                      |      | 1992                                    | –                                       | –                                       | –                                       | –                                       | –                                       |
| 1996                                                                           | 0                                       | 0                                       | 0                                       | 0                                       |                                         |      | 1994                                    | –                                       | –                                       | –                                       | –                                       | –                                       |
| 2000                                                                           | 0                                       | 0                                       | 1                                       | 1                                       | 70                                      |      | 1998                                    | –                                       | –                                       | –                                       | –                                       | –                                       |
| 2004                                                                           | 0                                       | 0                                       | 0                                       | 0                                       |                                         |      | 2002                                    | –                                       | –                                       | –                                       | –                                       | –                                       |
| 2008                                                                           | 0                                       | 0                                       | 0                                       | 0                                       |                                         |      | 2006                                    | –                                       | –                                       | –                                       | –                                       | –                                       |
| 2012                                                                           | 0                                       | 1                                       | 1                                       | 2                                       | 75                                      |      | 2010                                    | –                                       | –                                       | –                                       | –                                       | –                                       |
| 2016                                                                           | 0                                       | 1                                       | 0                                       | 1                                       | 69                                      |      | 2014                                    | –                                       | –                                       | –                                       | –                                       | –                                       |
| 2020                                                                           | 2                                       | 0                                       | 1                                       | 3                                       | 41                                      |      | 2018                                    | –                                       | –                                       | –                                       | –                                       | –                                       |
| 2024                                                                           | 0                                       | 0                                       | 1                                       | 1                                       | 84                                      |      | 2022                                    | –                                       | –                                       | –                                       | –                                       | –                                       |
| Gesamt                                                                         | 2                                       | 2                                       | 5                                       | 9                                       |                                         |      | Gesamt                                  | 0                                       | 0                                       | 0                                       | 0                                       |                                         |
| \| \| Gold \| Silber \| Bronze \| Gesamt \| \| Ges. S+W \| 2 \| 2 \| 5 \| 9 \| |                                         |                                         |                                         |                                         |                                         |      |                                         |                                         |                                         |                                         |                                         |                                         |
|                                                                                | Gold                                    | Silber                                  | Bronze                                  | Gesamt                                  |                                         |      |                                         |                                         |                                         |                                         |                                         |                                         |
| Ges. S+W                                                                       | 2                                       | 2                                       | 5                                       | 9                                       |                                         |      |                                         |                                         |                                         |                                         |                                         |                                         |

## Medaillengewinner
- Nasser Al-Attiyah – Schießen (0-0-1)
London 2012: Bronze, Skeet, Männer
- Said Saif Asaad – Gewichtheben (0-0-1)
Sydney 2000: Bronze, Schwergewicht (- 105 kg), Männer
- Mutaz Essa Barshim – Leichtathletik (1-2-1)
London 2012: Silber, Hochsprung, Männer
Rio de Janeiro 2016: Silber, Hochsprung, Männer
Tokio 2020: Gold, Hochsprung, Männer
Paris 2024: Bronze, Hochsprung, Männer
- Fares Ibrahim – Gewichtheben (1-0-0)
Tokio 2020: Gold, Mittelschwergewicht (- 96 kg), Männer
- Mohamed Suleiman – Leichtathletik (0-0-1)
Barcelona 1992: Bronze, 1500 m, Männer
- Ahmed Tijan – Volleyball (0-0-1)
Tokio 2020: Bronze, Beach, Männer
- Cherif Younousse – Volleyball (0-0-1)
Tokio 2020: Bronze, Beach, Männer